# Хиран-Минар
Хиран-Минар (урду ہرن مینار‎; или «Оленья башня») — комплекс сооружений эпохи Великих Моголов начала XVII века, расположенный в Шекхупуре, в пакистанской провинции Пенджаб.
Комплекс был возведён на месте охотничьего заповедника в честь любимой антилопы могольского падишаха Джахангира по кличке Мансрадж. Падишах был известен своей любовью к природе, а его комплекс воплощает в себе могольские представления о взаимоотношениях между людьми, домашними животными и охотой.

## Расположение
Комплекс Хиран-Минар расположен в городе Шекхупура, примерно в 40 километрах к северо-западу от Лахора. Он находится недалеко от Шекхупурской крепости, которая как и Хиран-Минар датируется началом XVII века. До обоих объектов можно добраться из Лахора по автомагистрали М2, которая соединяет Лахор с Исламабадом, столицей страны.

## История
Хиран-Минар был построен во время правления падишаха Империи Великих Моголов Джахангира на территории охотничьего заповедника, которым пользовались члены семьи падишаха. Он был образован в кустарниковом лесу и позволял могольским правителям испытывать чувство нахождения в полудиком мире, при этом находясь вблизи имперского города Лахор. Заповедник использовался как место, где можно было развлекаться, занимаясь охотой.
Сам Хиран-Минар был возведён в 1606 году как памятник Мансираджу или «Свету разума», любимой антилопе императора Джахангира, которая была обучена заманивать диких животных в резервуар для охоты. Практика создания таких надгробных сооружений над черепами охотничьих животных является древним персидским обычаем.
К первоначальному минарету и водному резервуару Хиран-Минара вскоре был добавлен большой павильон, построенный в период правления Шах-Джахана.

## Структура комплекса
Комплекс Хиран-Минара состоит из минарета эпохи Джахангира, расположенного рядом с большим комплексом времени правления Шах-Джахана.

### Минарет
Минарет, построенный при Джахангире, имеет 30 метров в высоту и был возведён в 1606 году как надгробный памятник любимой антилопе падишаха. По его бокам начертаны панегирики в честь любимой антилопы.

### Водный резервуар
В самом центре комплекса Хиран-Минар находится крупный прямоугольный водный резервуар, имеющий размеры 229 на 273 метра. В центре каждой из сторон резервуара имеется кирпичный пандус, спускающийся к воде и обеспечивавший к ней доступ для диких животных, которых таким образом заманивали охотники.

### Павильон

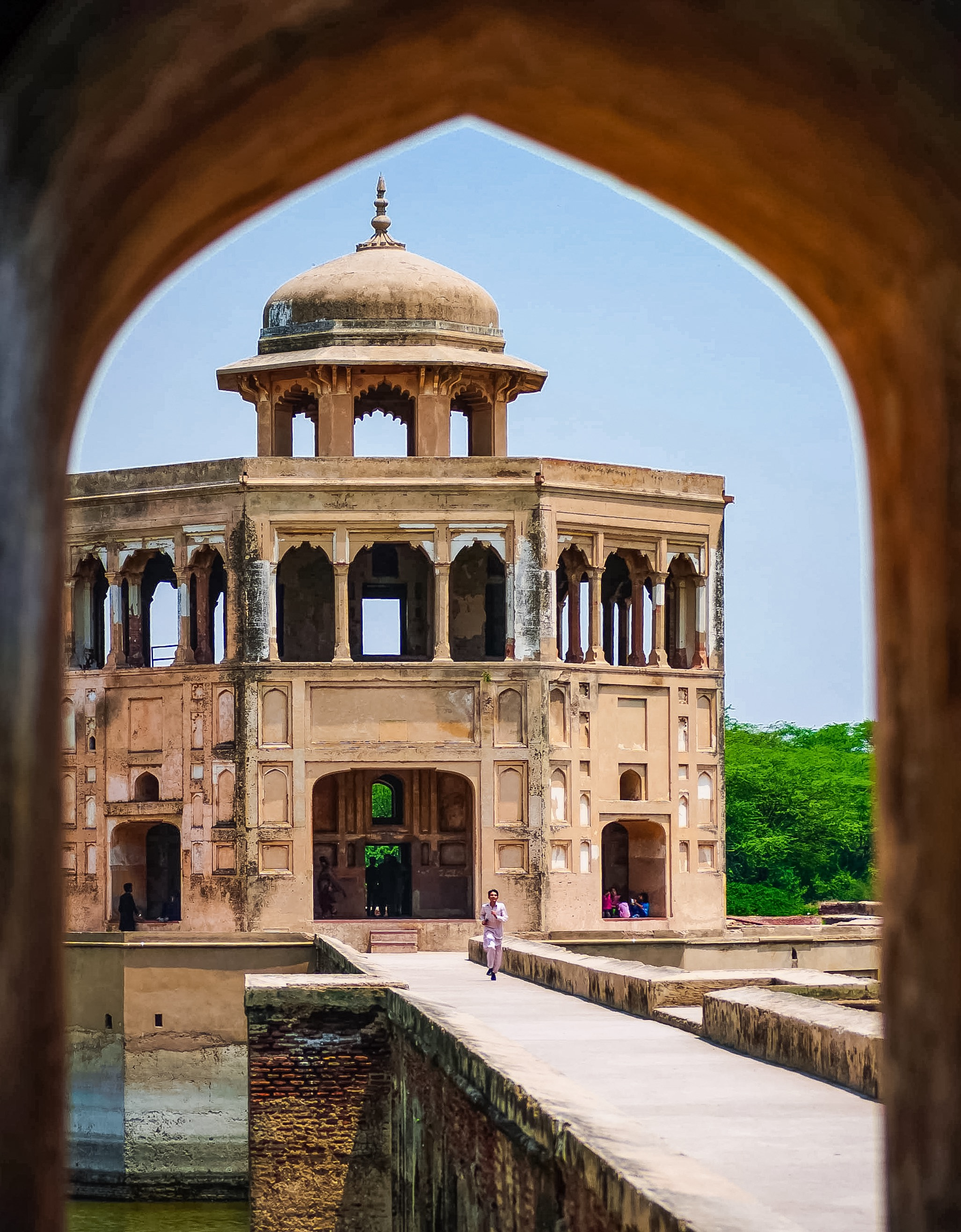
Двухэтажный павильон увенчан каменным «чхатри».

В центре водного резервуара расположен восьмиугольный павильон, построенный в эпоху правления Шах-Джахана. Он двухэтажный и увенчан крышей чхатри, служившей каменной беседкой. Архитектура павильона схожа с архитектурой Шера Мандала в Пурана-Киле (Дели), возведённого при падишахе Хумаюне.
Павильон был окружен не только водным резервуаром, но и полупустынной местностью. Таким образом, павильон, скорее всего, использовался в рекреационных целях.

### Дамба
Водный резервуар пересекает дамба, соединяющая минарет с павильоном по оси, проходящей через ворота.

## Гидросистема
Уникальной особенностью Хиран-Минара наряду с могилой антилопы является своеобразная система сбора воды. В каждом углу резервуара (размером примерно 230 на 273 метра) находится небольшое квадратное сооружение и система сбора подземных вод, которая снабжала резервуар водой.

## Галерея

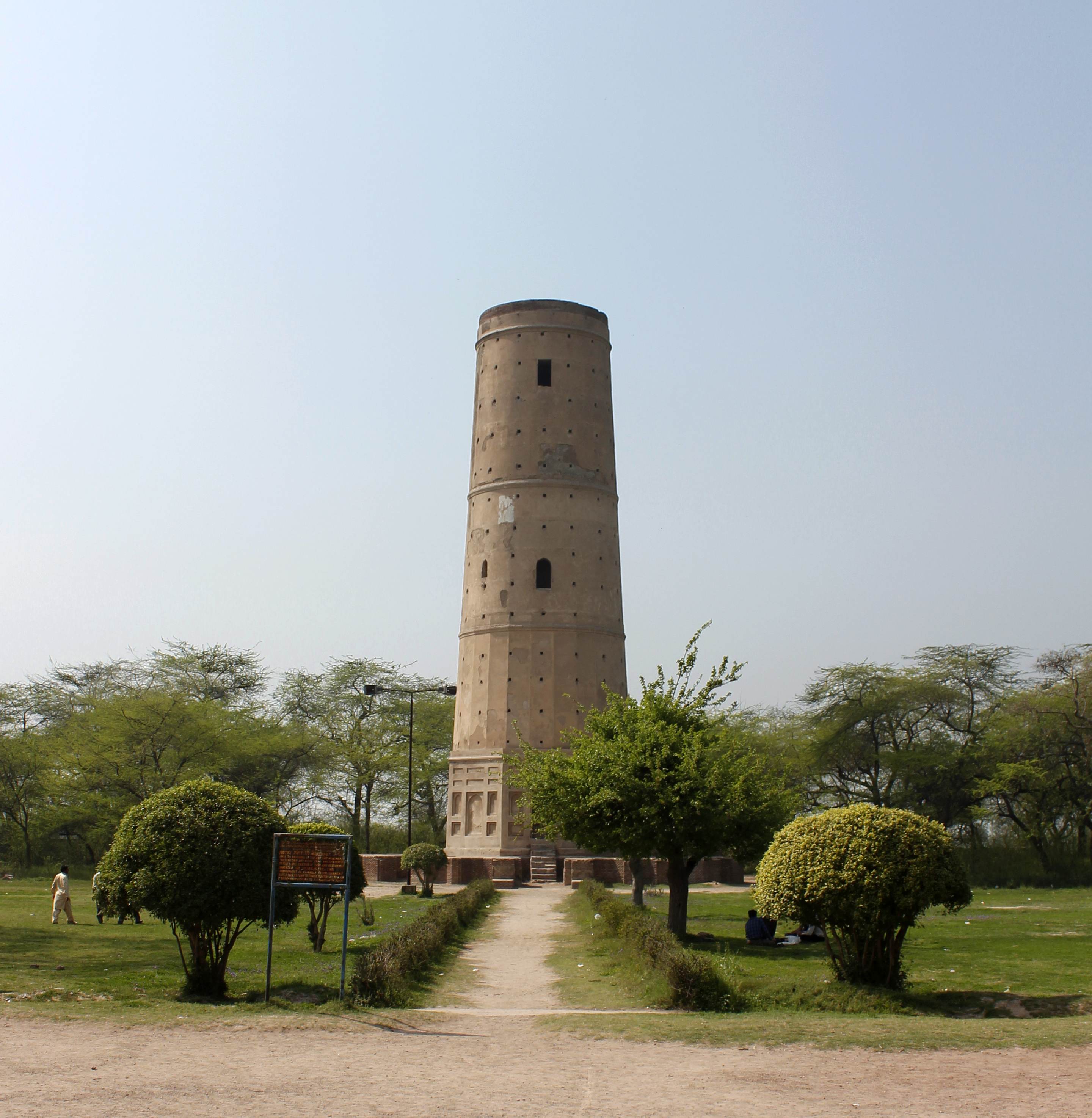
Минарет, служащий надгробным камнем для антилопы
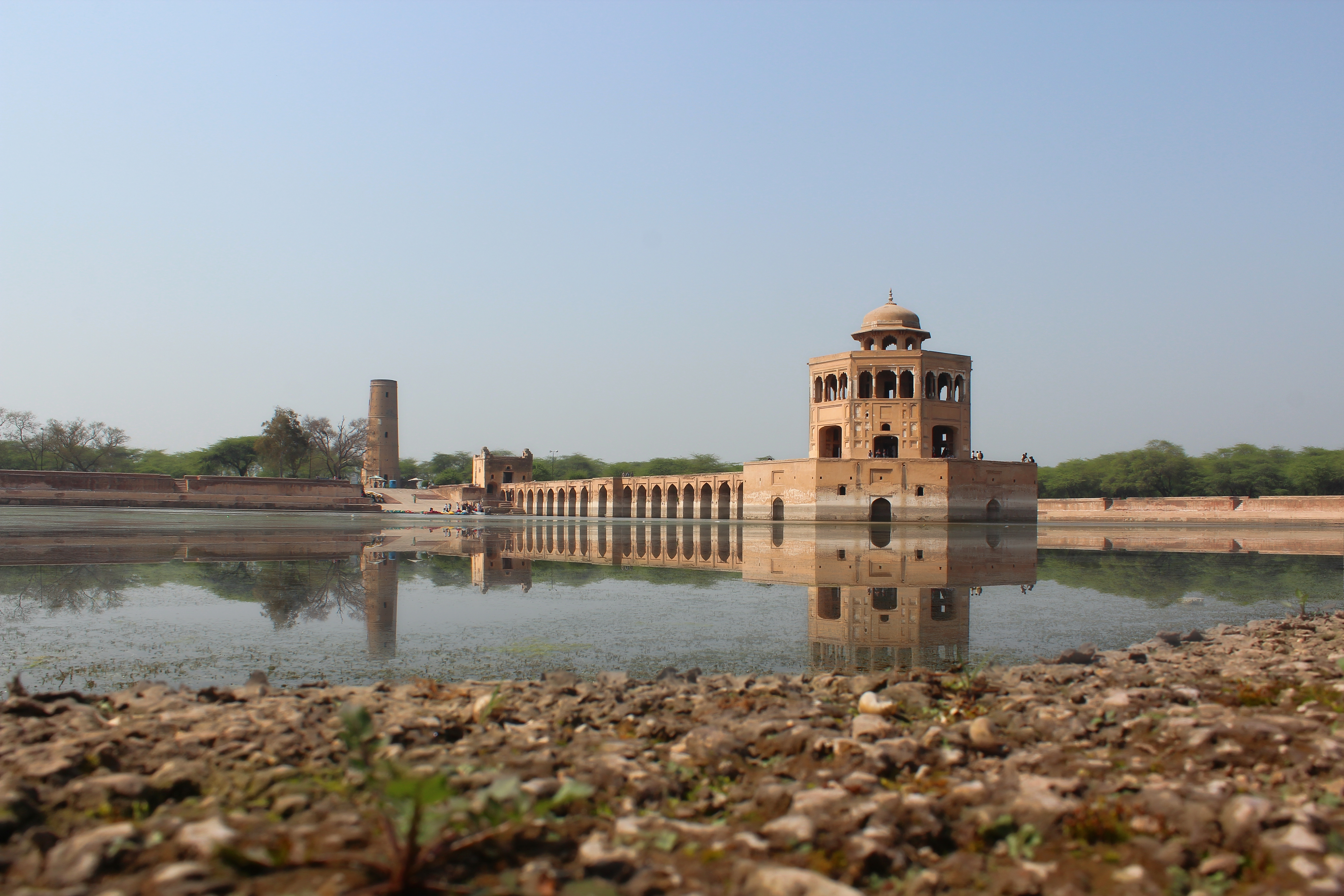
Хиран Минар со своим водным резервуаром на переднем фоне
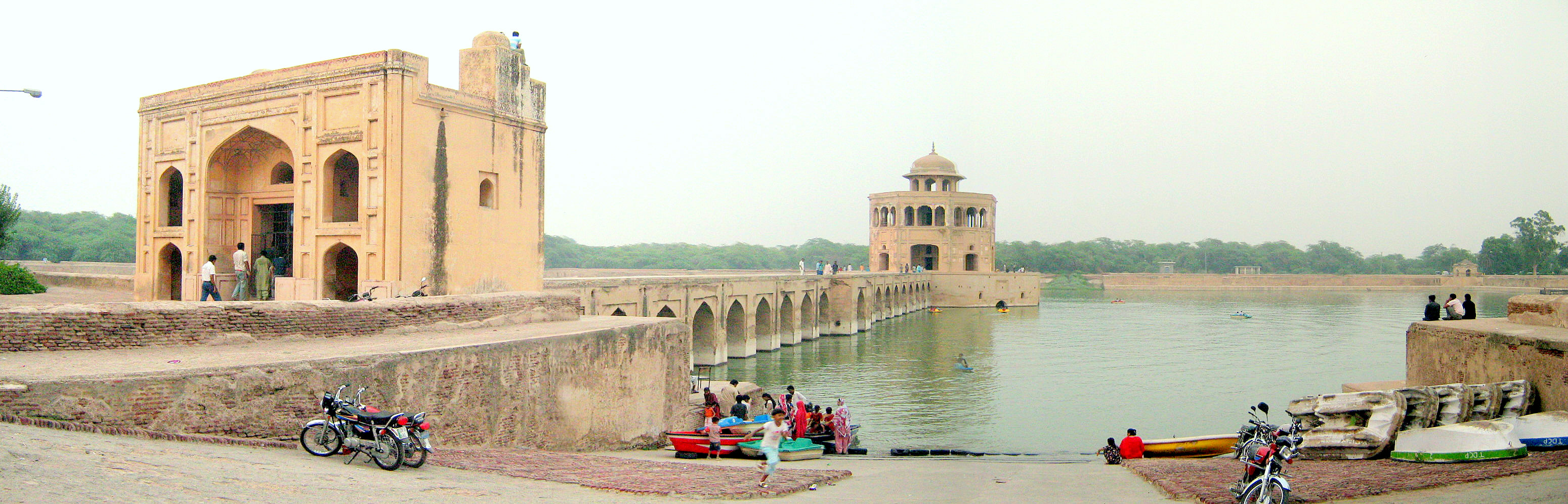
Хиран Минар со своим павильоном на переднем фоне
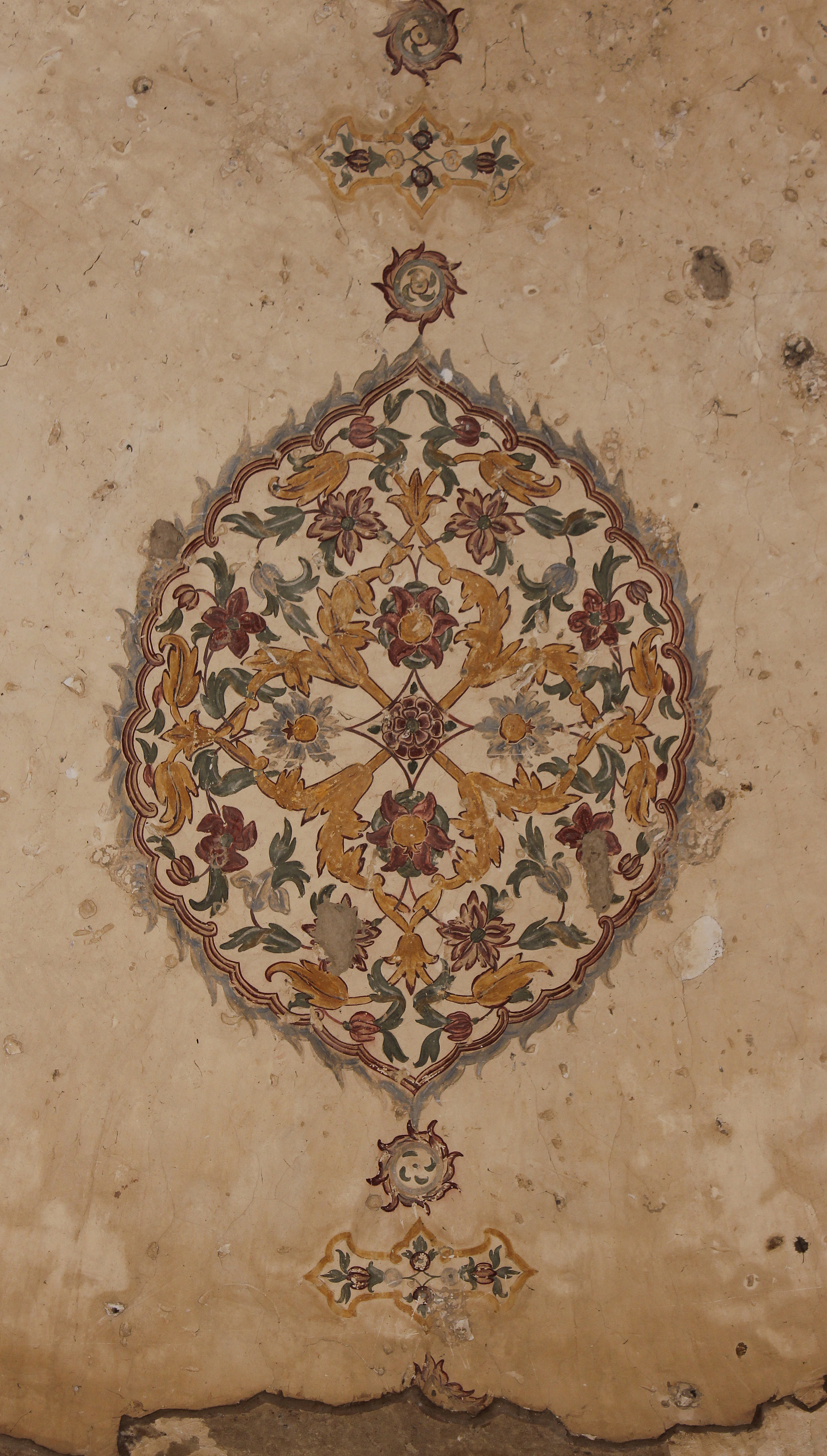
Могольские узоры в интерьере